# Greg Drudy

Greg Drudy é um músico americano, conhecido principalmente por tocar bateria em várias bandas de indie rock e screamo nos anos 1990 e 2000. Drudy começou sua carreira na bateria praticando com a banda extinta Quid Pro Quo em um armazém na cidade de Tampa ao lado de companheiros proprietários do armazém Cannibal Corpse and Brutality. Drudy era o baterista das bandas Southpaw e Saetia, e foi o baterista original da banda Interpol. Ele deixou Interpol em 2000 e foi substituído por Sam Fogarino. Anteriormente ele tocou bateria para a banda Hot Cross. Drudy é um graduado da Universidade de Nova York. Ele está atualmente casado.